# Премія Доблоуга

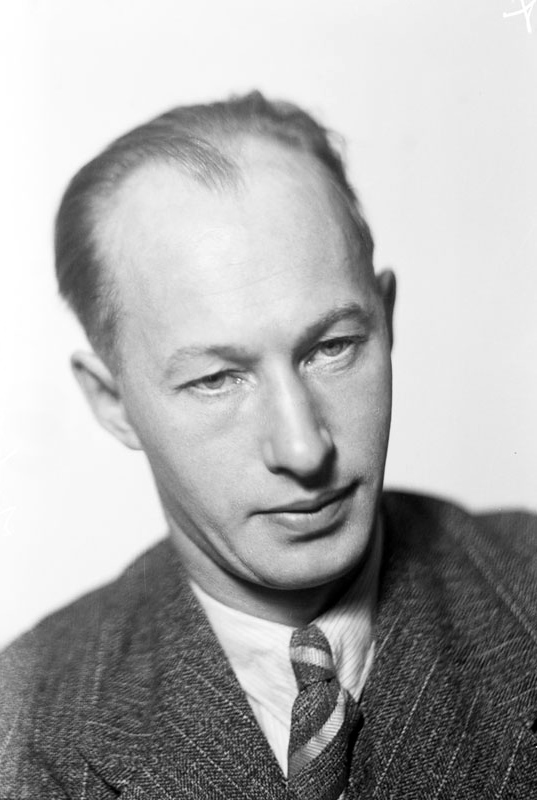
Ейвінд Юнсон. Лауреат 1951 року.

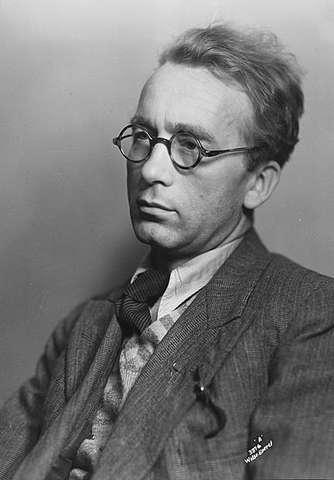
Аксель Сандемусе. Лауреат 1959 року.

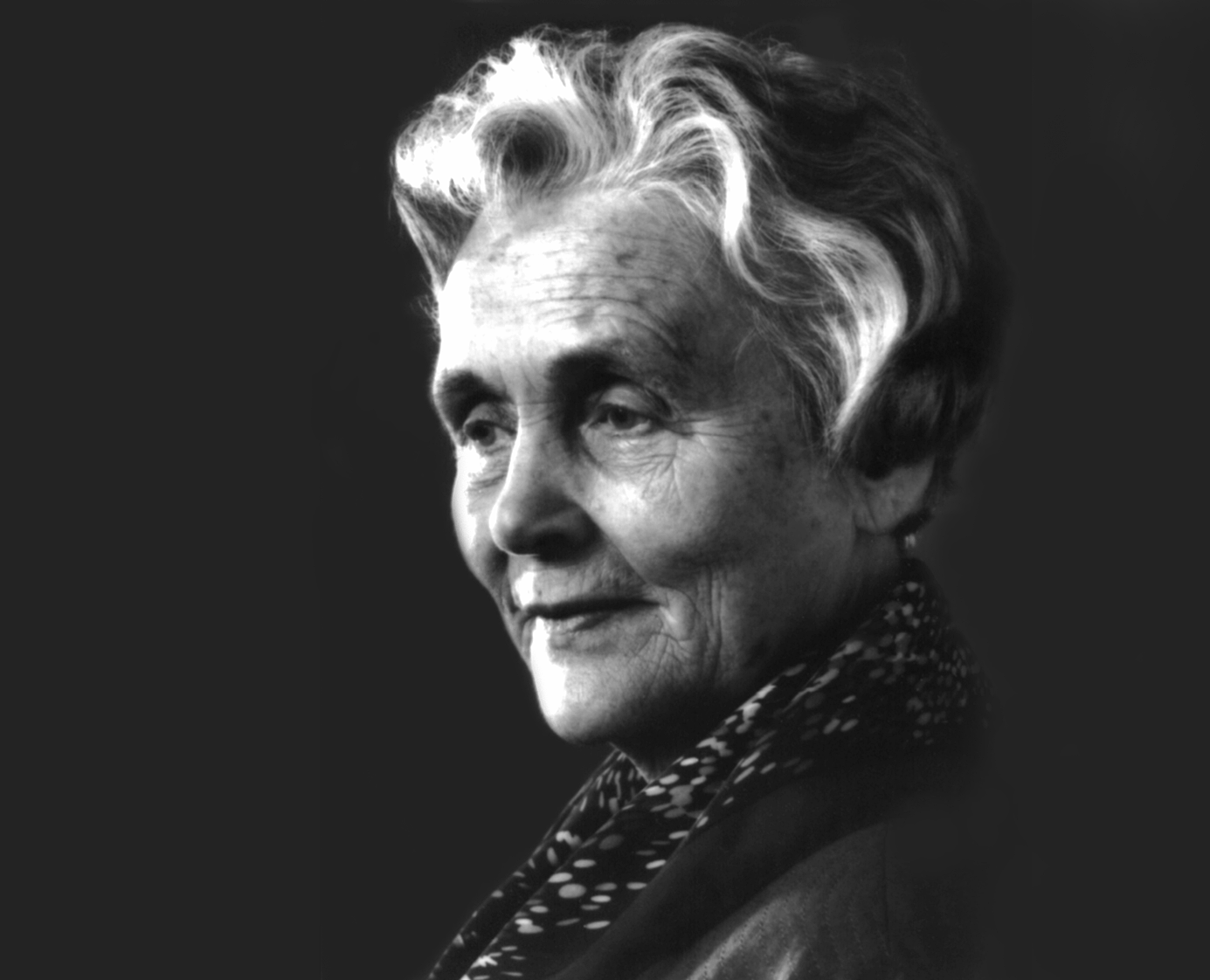
Галльдіс Морен Весос. Лауреатка 1960 року.

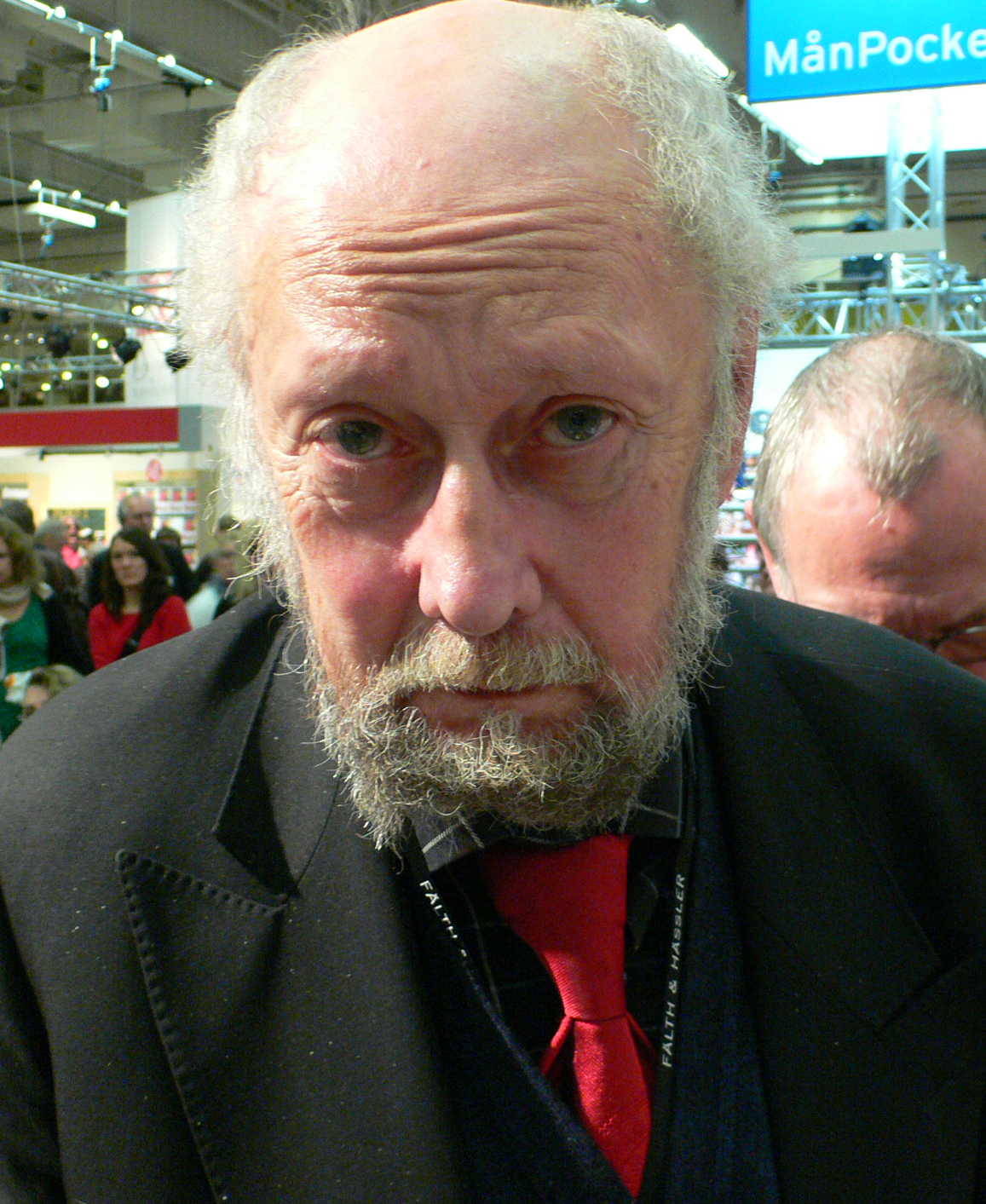
Торгню Ліндгрен. Лауреат 1987 року.

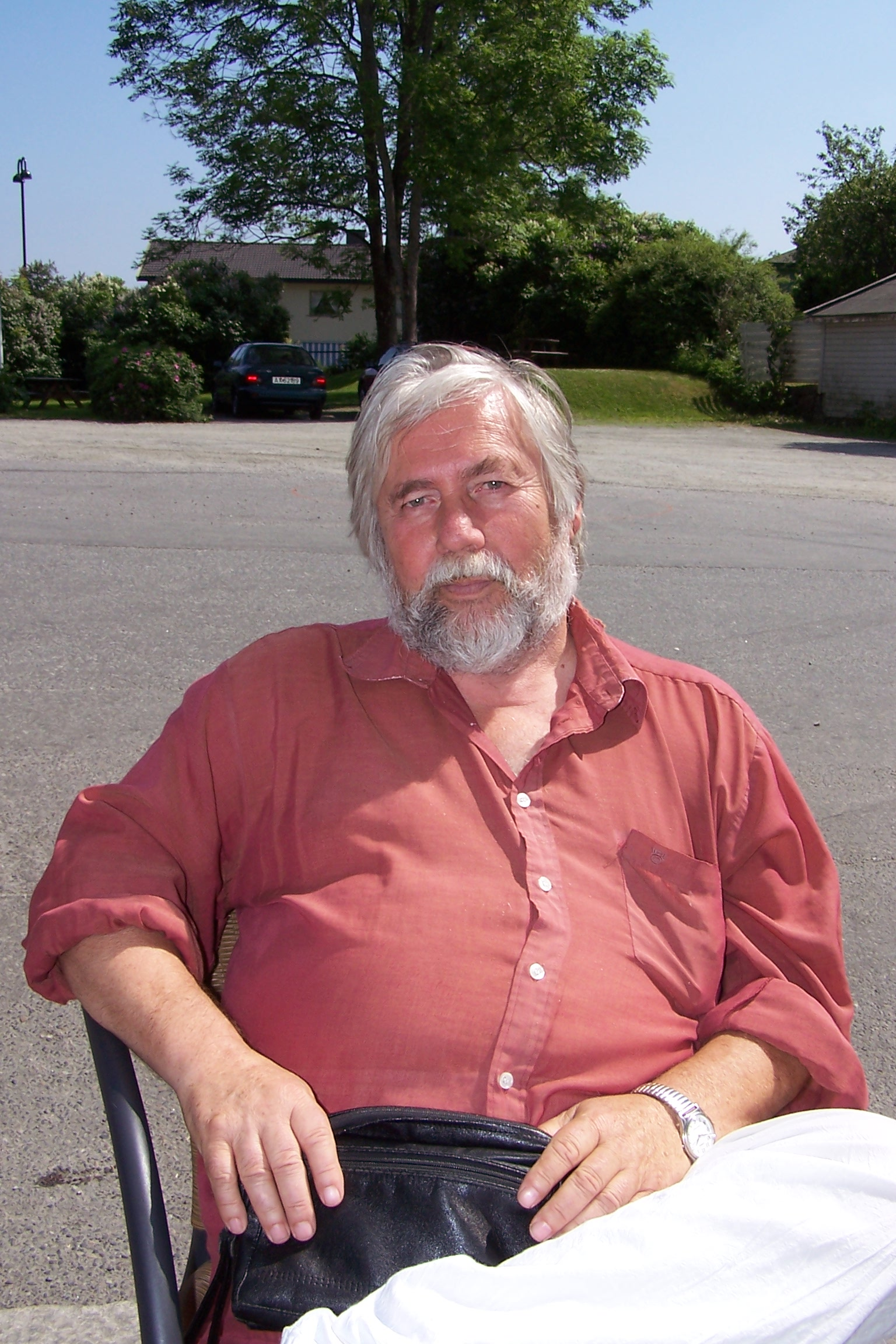
Тур Оге Брінгсверд. Лауреат 1994 року.

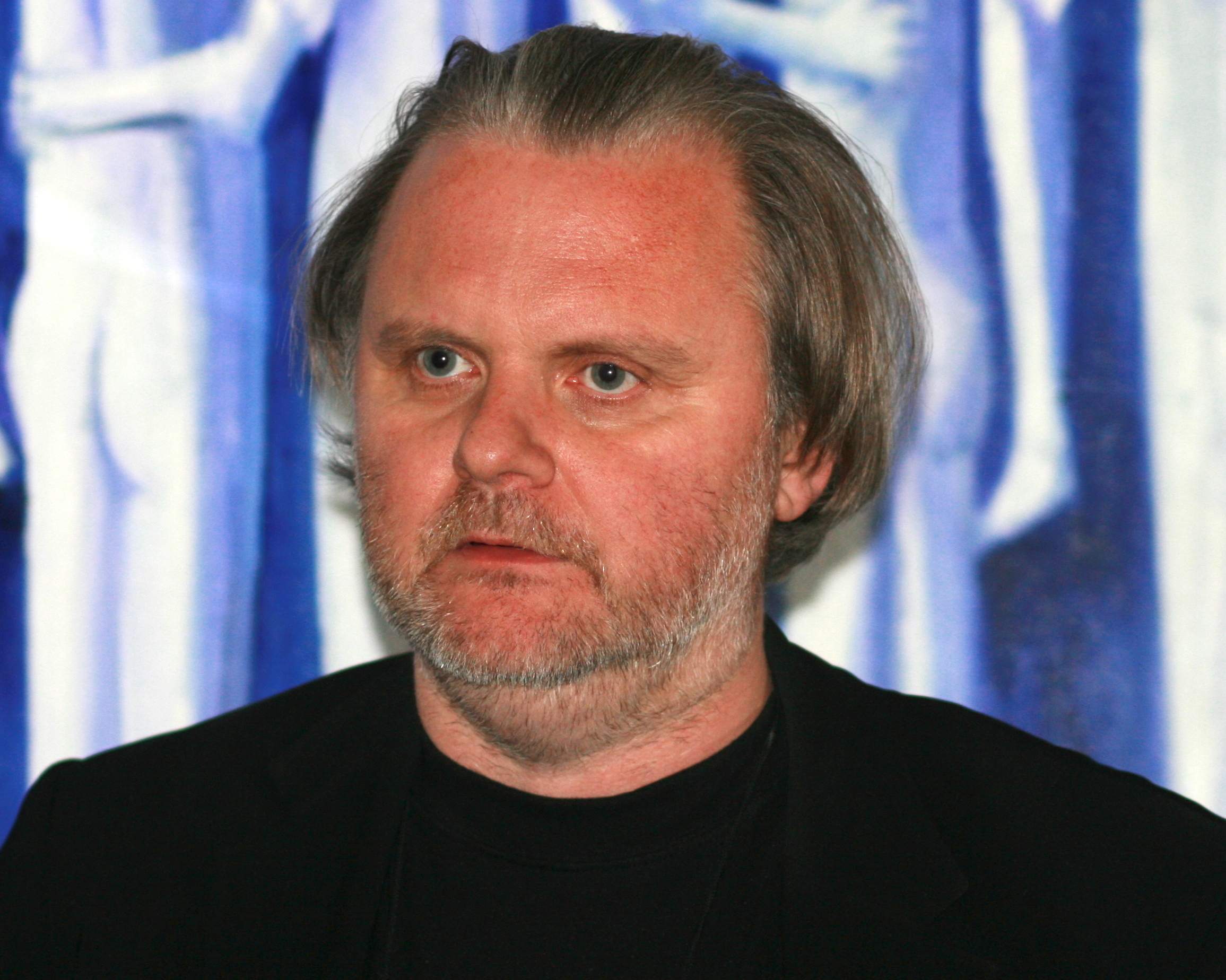
Йон Фоссе. Лауреат 1999 року.

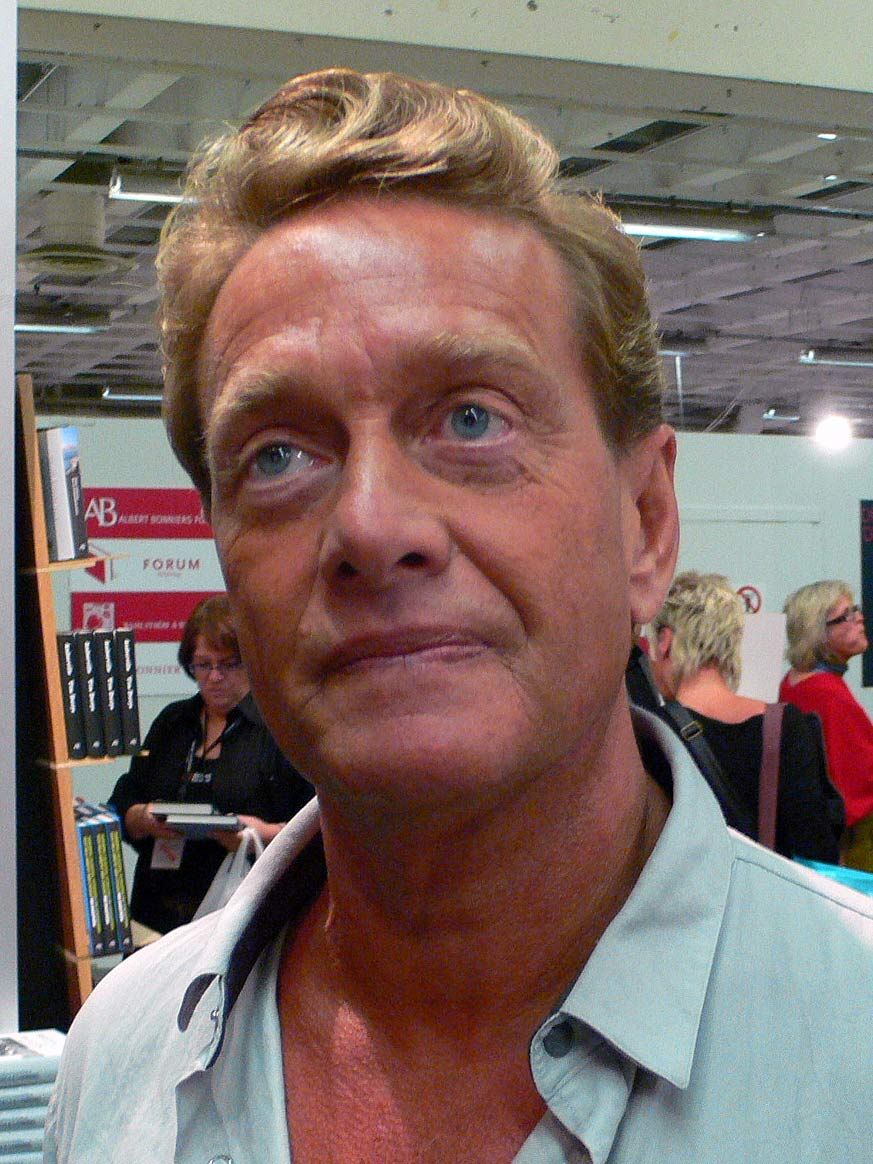
Б'єрн Ранелід. Лауреат 2004 року.

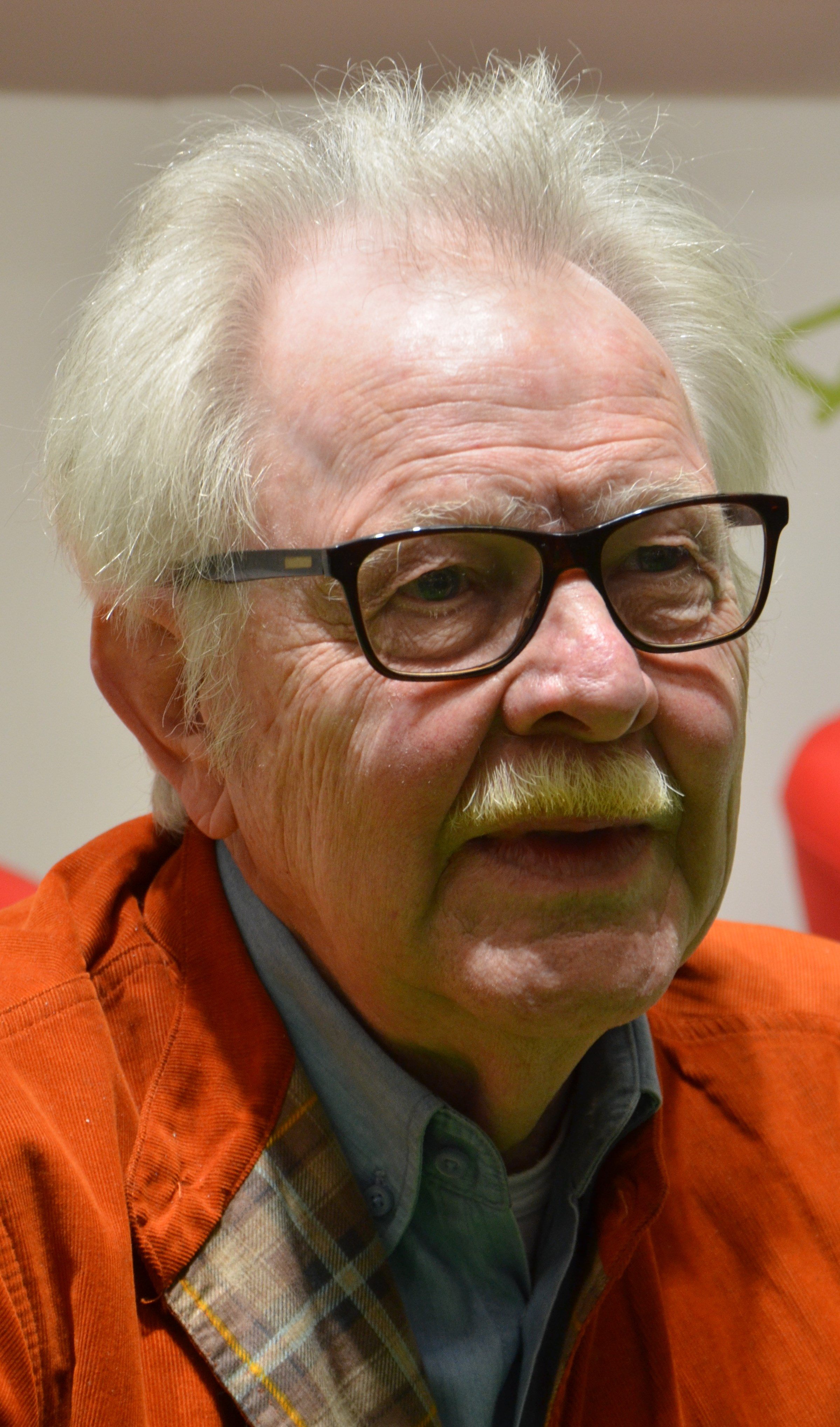
Ґуннар Гардінґ. Лауреат 2011 року.

Пре́мія До́блоуга (швед. Doblougska priset, норв. Doblougprisen) — це літературна нагорода, яку Шведська академія щороку 17 травня виділяє на підтримку літераторів і літературознавців. Премія складається з двох половин. Одною нагороджують шведських лауреатів, яких визначає журі від Шведської академії. Другою — норвезьких лауреатів, яких визначає журі від Норвезької спілки письменників. На кожну з цих половин у 2004–2011 роках припадало 70 000 шведських крон, а з 2011-го — 150 000 крон.
Цю нагороду присуджують з 1951 року. Її названо на честь норвезького торговця й філантропа Біргера Доблоуга (*1881 — 1944), який у 1938 році заповів гроші Шведській академії наук і попросив заснувати фонд його літературної премії.

## Лауреати премії
| Рік  | Шведські лауреати                    | Норвезькі лауреати                               |
| 1951 | Ейвінд Юнсон                         | Арнульф Еверланн                                 |
| 1952 | Стен Селандер                        | Туре Ер'ясетер                                   |
| 1953 | Івар Лу-Юганссон                     | Гуннар Рейсс-Андерсен                            |
| 1954 | Гаррі Мартінсон                      | Інге Круканн                                     |
| 1955 | Карл Асплунд, Свен Бартель           | Герман Вілленвей                                 |
| 1956 | Бертіль Мальмберг                    | Еміль Бойсон                                     |
| 1957 | Ганс Рюйн                            | Тар'єй Весос                                     |
| 1958 | Артур Лундквіст                      | Йоган Фалькбергет                                |
| 1959 | Густав Геденвінд-Ерікссон            | Аксель Сандемусе                                 |
| 1960 | Ейвінд Юнсон                         | Галльдіс Морен Весос                             |
| 1961 | Сара Лідман                          | Альф Ларсен                                      |
| 1962 | Ір'я Бровалліус                      | Інгер Гагеруп                                    |
| 1963 | Ларс Алін                            | Ян-Магнус Бругейм                                |
| 1964 | Ларс Юлленстен                       | Турборг Недреос                                  |
| 1965 | Фрітьоф Нільссон Піратен             | Юхан Борген                                      |
| 1966 | Таге Аурелл                          | Якоб Сандель                                     |
| 1967 | Б'єрн-Ерік Гейєр                     | Рагнвальд Скреде                                 |
| 1968 | Ян Фрідегорд                         | Рольф Якобсен                                    |
| 1969 | Свен Ліндквіст                       | Олаф Г. Гауге                                    |
| 1970 | Біргітта Троціг                      | Коре Гольт                                       |
| 1971 | Сівар Арнер                          | Стейн Мерен                                      |
| 1972 | Ерік Бекман                          | Ганс Берлі                                       |
| 1973 | Івар Лу-Юганссон                     | Ейвін Больстад                                   |
| 1974 | Пер Е. Рундквіст                     | Єнс Б'єрнебу                                     |
| 1975 | Тура Даль                            | Рагнгільд Магерей                                |
| 1976 | Свен Бартель                         | Сігб'єрн Гельмебакк                              |
| 1977 | Маргарета Екстрем                    | Оста Гольт                                       |
| 1978 | Туре Зеттергольм                     | Гаральд Свердруп                                 |
| 1979 | Марія Гріпе                          | Нільс Йоган Руд                                  |
| 1980 | Свен Фагерберг                       | Магнгільд Гольке                                 |
| 1981 | Гуннар Е. Сандгрен                   | Поль Брекке                                      |
| 1982 | П. С. Єршільд                        | Гунвор Гофмо                                     |
| 1983 | Сандро Кей-Оберг                     | Марія Таквам                                     |
| 1984 | Свен Русендаль                       | Астрід Єртенес Андерсен                          |
| 1985 | Бенгт Андерберг, Сара Лідман         | Арнільот Егген, Берльот Гобек Гафф               |
| 1986 | Ларс Арделіус, Карл-Геннінг Війкмарк | Фінн Карлінг, Кнут Гауге                         |
| 1987 | Карл-Єран Екервальд, Торгню Ліндгрен | Поль-Гельге Гауген                               |
| 1988 | Пер Улоф Енквіст, Єран Сонневі       | Едвард Гум, Ян Ерік Воль                         |
| 1989 | Біргер Нурман                        | Ельфрід Лунден, Оге Реннінг                      |
| 1990 | Сігрід Корнбюхен, Георг Клейн        | Йоганнес Гегглан, Сесілі Левейд                  |
| 1991 | Ганс Гранлід, Агнета Плеєль          | Торілл Турстад Гаугер, Трістан Віндтурн          |
| 1992 | Тобіас Берггрен, Єран Прінц-Польсон  | Арнольд Ейдслотт, Ейстейн Ленн                   |
| 1993 | Мадлен Густафссон, Анна Вестберг     | Ларс Собіє Крістенсен, Кольбейн Фалькейд         |
| 1994 | Бертіль Румберг, Ева Рунефельт       | Інгер Елісабет Гансен, Тур Оге Брінгсверд        |
| 1995 | Пер Агне Еркеліус, Ріта Турнборг     | Х'єлль Ашільдсен, Тур Ульвен                     |
| 1996 | Інгер Едельфельдт, Леннарт Шегрен    | Даг Сульстад, Вера Сетер                         |
| 1997 | Крістер Ерікссон, Стіг Ларссон       | Х'яртан Флегстад, Ларс Амунд Воге                |
| 1998 | Клас Естергрен, Ульф Ерікссон        | Ола Бауер, Карстен Альнес                        |
| 1999 | Крістіна Лугн, Уле Седерстрем        | Осе-Марія Нессель, Йон Фоссе                     |
| 2000 | Луїза Екелунд, Пер Уденстен          | Ян Х'єрстад, Ейнар Еклан                         |
| 2001 | Біргітта Лілльперс, Магнус Флорін    | Свейн Ярволль, Турвальд Стеен                    |
| 2002 | Анна-Марія Берглунд, Клаес Юлінгер   | Ерлінг Кіттельсен, Ганна Ерставік                |
| 2003 | Маре Кандре, Андерс Пальм            | Б'єрн Омодт, Руне Крістіансен                    |
| 2004 | Анн Єдерлунд, Б'єрн Ранелід          | Труде Марстейн, Маріт Тусвік                     |
| 2005 | Ларс Леннрот, Стів Сем-Сандберг      | Ганс Герб'єрнсруд, Тоне Геднебе                  |
| 2006 | Карл Ферман, Карола Ганссон          | Ганне Брамнесс, Карін Гундерсен                  |
| 2007 | Ларс Фуруланд, Елісабет Рюнелл       | Арвід Тургейр Ліє, Ян Якоб Тенсет                |
| 2008 | Юган Куллберг, Ніклас Родстрем       | Мерете Ліндстрем, Рагнар Говлан                  |
| 2009 | Еллен Маттсон, Інгела Страндберг     | Туре Ерік Лунд, Гуннгільд Еєгауг                 |
| 2010 | Мартін Чюльгаммар, Бруно К. Ейєр     | Арільд Стубгауг, Ейвін Рімберейд                 |
| 2011 | Гуннар Гардінг, Данієль Юрт          | Кнут Едегорд, Беате Грімсруд                     |
| 2012 | Гелена Ерікссон, Магнус Дальстрем    | Еллен Ейнан, Рой Якобсен                         |
| 2013 | Сара Стрідсберг, Ларс Якобсон        | Карін Мое, Тургейр Реболледо Педерсен            |
| 2014 | Карл-Юган Мальмберг, Б'єрн Мейдаль   | Брітт Карін Ларсен, Торільд Варденер             |
| 2015 | Петер Корнелль, Ільва Еггегорн       | Х'єрсті Аннесдаттер Скомсвольд, Оле Роберт Сунде |
| 2016 | Крістіна Сандберг, Мір'я Унґе        | Інґілль Югансен, Пер Петтерсон                   |
| 2017 | Теодор Калліфатідес, Ульф Лунделл    | Стейнар Опстад, Лінн Улльманн                    |
| 2018 | Юганнес Анюру, Іда Бер'єль           | Віґдіс Юрт, Гельґе Торвунд                       |
| 2019 | Ернст Бруннер, Карін Францен         | Юган Гарстад, Улаґ Нільссен                      |
| 2020 | Ларс Андерссон, Петер Гандберг       | Карл Фруде Тіллер, Нільс Крістіан Му-Репстад     |
| 2021 | Арне Юнссон, Стаффан Седерблум       | К'яртан Гатлей, Мона Геврінґ                     |

## Лінки
- Премії Шведської академії